# Ali Benarbia
Ali Benarbia (nacido el 8 de octubre de 1968 en Orán, Argelia) es un exfutbolista argelino que llegó a Francia cuando era joven y comenzó su carrera en el FC Martigues en 1987. Formó parte del equipo que ascendió a la Ligue 1 en 1993, siendo mediocampista.

## Clubes
- FC Martigues 1985-95

- AS Monaco 1995-98

- Girondins de Bordeaux 1998-99

- Paris Saint-Germain 1999-2001

- Manchester City 2001-2003

- Al-Rayyan 2003-2005

- Qatar SC 2005-2006

## Enlace
Página no oficial.
- Datos: Q1362048